# UTV Indiagames
UTV Indiagames (anteriormente conocido como Indiagames) era un editor de videojuegos en varias plataformas para el mercado del sur de Asia. Fue fundado en 1999 por Vishal Gondal, como un equipo de cinco miembros. UTV Indiagames en su versión actual es únicamente una marca editorial cuyo desarrollo se subcontrata. UTV Indiagames es propiedad de UTV Software Communications, un conglomerado de medios de propiedad total conglomerado (compañía) de The Walt Disney Company India.
Indiagames es el desarrollador y editor de juegos integrados más grande de la India para dispositivos digitales. La empresa se ha asociado con varios editores de juegos, empresas de medios y empresas de telecomunicaciones importantes, como EA, THQ, Atari, Universal, Fox, Warner Brothers, Sony, Verizon, Vodafone, Airtel, AT&T, Telstra  y otros. Los títulos exitosos de Indiagames incluyen el primer juego de Spider-Man para dispositivos móviles, Bioshock, Garfield y Godzilla.
En India, la empresa gestiona el único servicio de juegos para PC basado en suscripción, llamado Games-on-Demand. Opera en todos los principales operadores de banda ancha. El modelo de juegos triple-play de Indiagames se complementa con su presencia como el mayor operador de servicios de juegos UTV con proveedores líderes de servicios de televisión por satélite en India.

## Historia
En 1999, Vishal Gondal fundó Indiagames, entonces un equipo de cinco miembros. Indiagames se dedica principalmente a la publicación y desarrollo de juegos en diversas plataformas, como Internet, PC, banda ancha, teléfonos móviles, PDA, dispositivos de juegos portátiles y consolas.
En 2005, TOM online Games, una subsidiaria de TOM Online Inc, adquirió importantes participaciones en la empresa. Sin embargo, Vishal Gondal mantuvo su puesto de director ejecutivo.
En 2007, la empresa india UTV Software Communications adquirió una participación mayoritaria en Indiagames.
En junio de 2010, Indiagames pasó a llamarse UTV Indiagames y, en 2011, Disney adquirió la participación restante en Indiagames por alrededor de 100 millones de dólares. En el momento de la adquisición, Indiagames estaba obteniendo una ganancia de 400.000 dólares al año sobre unos ingresos de 11 millones de dólares, según informaron varias publicaciones. En abril de 2013, Vishal Gondal dejó el control de la empresa y fue reemplazado por Sameer Ganapathy.

## Estudio
- 3Lakshya Crea juegos para el mercado internacional. También investiga el desarrollo de juegos en todas las plataformas nuevas.
- Chandra  funciona en varios títulos de juegos para teléfonos móviles y decodificadores DTH. Estos juegos, creados en múltiples plataformas, se basan en géneros populares que incluyen acción, aventuras, rompecabezas, deportes y carreras, y siguen temas como Bollywood, cricket, reality shows y celebridades.